# Линн, Адрианна
Адрианна Линн (англ. Adrianna Lynn, также известная как Adrenalynn род. 8 июля 1985, Аллен, Техас, США) —
американская порноактриса.

## Биография
В детстве она была моделью для J. C. Penney. Линн училась в школе Plano East Senior High, а позже в Южном методистском университете, где получила степень бакалавра изобразительных искусств.
Адрианна пришла в порноиндустрию в 2007 году в возрасте 22 лет. В ноябре 2007 года она подписала контракт с Digital Playground. Линн снялась в фильме «Cheerleaders», сцена из которого с её участием получила награду AVN в категории «Best All-Girl Group Sex Scene».
Линн — профессиональная татуировщица и пирсер. У неё есть тату на спине, ноге и вокруг ануса, а также пирсинг на ушах, языке и пупке. У неё на руке вытатуировано слово Adrenalynn — её прозвище с которым она пришла в порноиндустрию.

## Премии и номинации
- 2009 AVN Award — Лучшая сцена группового лесбийского секса (вместе с Мемфис Монро, Джесси Джейн, Шэй Джордан, Брианной Лав, Прией Рай, Софией Санти, Стоей и Лекси Тайлер)[3]
- 2009 номинация на AVN Award — Лучшая сцена триолизма за фильм Cheerleaders (вместе с Шоной Ленэй и Джонни Синсом)
- 2011 номинация на AVN Award — Лучшая сцена группового лесбийского секса за фильм D2: Deviance (вместе с Никки Бенц, Дженной Хейз и Тиган Пресли)